# Oskar Aleksander
Oskar Artur Aleksander (Zagreb, 20. veljače 1876. – Samobor, 16. travnja 1953.), hrvatski akademski slikar i profesor.

## Obitelj
Aleksander je rođen 1876. u poznatoj i utjecajnoj zagrebačkoj židovskoj obitelji Aleksander. Njegov otac Ljudevit Aleksander rodom je iz Gradišća u Austriji, a majka Ida Weiss Aleksander kći je Maksimilijana Weissa iz Karlovca, koji je služio pod banom Josipom Jelačićem. Aleksander je odrastao uz dva polubrata: Viktora i Ericha, dva brata: Artura i Roberta Milana, te dvije sestre: Gizela i Olga. Bratići su mu bili poznati zagrebački industrijalci, Samuel David i Šandor Aleksander. Aleksanderova supruga, sudetska Njemica, Gerda Schneefuss Alexander bila je rodom iz Beča. Imali su kćerku Liselotte, rođenu 25. siječnja 1922. godine. Aleksander je živio na relaciji Zagreb-Samobor-Beč. U Beču prvi susjed bio mu je austrijski pisac Hugo von Hofmannsthal.

## Školovanje i karijera
Od 1894. do 1899. godine Aleksander je studirao na bečkoj akademiji likovnih umjetnosti pod Franz Rumplerom i Franz von Matschom. Poslije je studirao na akademiji Julian u Parizu pod Eugène Carrièreom i James Abbott McNeill Whistlerom. Iako bez novaca, živio je izuzetno zanimljiv život u Parizu. Tako je u početku spavao u kutu dvorane za crtanje. U Parizu je upoznao francuskoga romanopisca Émile Zolu kojeg je i portretirao. Portretirao je i Oscar Wildea. U Parizu se družio s Antunom Gustavom Matošem, s kojim je i sobu dijelio. S Vlahom Bukovcem i Viktorom Kovačićem osnovao je Hrvatsko Društvo Likovnih Umjetnika. 1900. godine izložio je svoja djela u Parizu i Münchenu. Od 1908. godine aktivni je član grupe austrijskih umjetnika pod imenom Hagenbund. 1912. godine zemaljska vlada Kraljevine Hrvatske, Slavonije i Dalmacije imenovala ga je profesorom likovne umjetnosti. Aleksander je bio bliski prijatelj hrvatskog političara Slavka Cuvaja. Tijekom Prvoga svjetskog rata mobiliziran je, te je služio kao vojni slikar. Sav vrijedan materijal nastao tijekom rata, na stotine snažnih i efektivnih ulja, pastela i crteža, čuva se u bečkom Vojno povijesnom muzeju. Za slikanje na frontu odlikovan je redom Franje Josipa I. s vojnom oznakom. Među mnogim portretiranim ličnostima su i Engelbert Dollfuß, Vladko Maček i Josip Broz Tito, kojeg je Aleksander portretirao kada je posjetio sestru u Samoboru 1948. godine. U Beču, 12. svibnja 1937. godine, Aleksander je predstavio 138 slika na izložbi koju je otvorio Alexander Löhr.

## Smrt
Aleksander je umro 16. travnja 1953. godine u Samoboru, slomljena srca zbog Holokausta i činjenice da je kao židov jedva preživio Drugi svjetski rat. Do svoje smrti bio je ogorčen neukusnim napadima u novinama, te postupcima ljudi (među njima prednjačio je Ljubo Babić) kojima je mnogo u životu pomogao i naučio ih. Aleksander se osjećao zaboravljenim od suvremenika, te je u svojoj oporuci napisao: "Još se nije nikada u svijetu dogodilo da se jednome, koji je pokazivao toliko patriotizma, ne daje priznanje u svojoj domovini, kako se to meni dogodilo."